# Associazione Calcio Carpi 1927-1928
Questa pagina raccoglie le informazioni riguardanti l'Associazione Calcio Carpi nelle competizioni ufficiali della stagione 1927-1928.

## Stagione
Nella stagione 1927-1928 il Carpi ha disputato il girone C del campionato di Prima Divisione Nord, piazzandosi in quinta posizione in classifica a pari merito con la Sestrese con 17 punti.

## Rosa
| N. |                   | Ruolo | Calciatore                |
| -- | ----------------- | ----- | ------------------------- |
|    | Italia (bandiera) | A     | Bassetti                  |
|    | Italia (bandiera) | D     | Azio Battini              |
|    | Italia (bandiera) | A     | Zelindo Caliumi           |
|    | Italia (bandiera) | C     | Eraldo Ferrari            |
|    | Italia (bandiera) | A     | Giovan Battista Focherini |
|    | Italia (bandiera) | C     | Ciro Gasparini            |
|    | Italia (bandiera) | C     | Walter Guandalini         |
|    | Italia (bandiera) | D     | Arnaldo Guandalini        |
|    | Italia (bandiera) | D     | Ezio Lugli                |

| N. |                   | Ruolo | Calciatore        |
| -- | ----------------- | ----- | ----------------- |
|    | Italia (bandiera) | C     | Almo Morselli     |
|    | Italia (bandiera) | D     | Maino Sabbadini   |
|    | Italia (bandiera) | C     | Luigi Saetti      |
|    | Italia (bandiera) | P     | Amilcare Sala     |
|    | Italia (bandiera) | D     | Giovanni Schiatti |
|    | Italia (bandiera) | P     | Castone Setti     |
|    | Italia (bandiera) | C     | Enzo Silingardi   |
|    | Italia (bandiera) | C     | Zurga Tirelli     |
|    | Italia (bandiera) | A     | Gogliardo Turrini |